# PS-1
PS-1
岩国航空基地にて保存されているPS-1（5813号機）
- 用途：対潜哨戒機
- 分類：飛行艇
- 製造者：新明和工業
- 運用者： 日本（海上自衛隊）
- 初飛行：1967年10月24日（PX-S）
- 生産数：23機
- 運用開始：1970年
- 退役：1989年3月17日
- 運用状況：退役

PS-1は日本の海上自衛隊が運用した対潜飛行艇。日本の新明和工業によって製造された。

## 導入経緯
海上自衛隊では対潜哨戒機として、アメリカ合衆国から導入し、後に川崎重工業がライセンス生産したロッキードP2V-7を利用してきた。しかし、海上自衛隊が救難の現場に出てもP2V-7では、せいぜいゴムボートを投下できる程度であり、専用の機材をそろえるアメリカ軍とは大きな格差ができていた。海上自衛隊は「本来、救難は海上保安庁の仕事である」として一線を引いていたが、国産機による救難活動を求める声は様々な場所から聞こえてきた。
かつて川西航空機（現・新明和工業）の設計陣を率いた技術者、菊原静男は1953年（昭和28年）から社内で飛行艇の構想を練っており、1957年（昭和32年）には防衛庁に対し、飛行艇の実験機を作らないかと持ちかけていた。これを受けて防衛庁でも飛行艇の実用化を検討して、1960年（昭和35年）には、新型飛行艇を対潜哨戒機として使用する案がまとまった。菊原たちは、二式大艇の性能に興味を示し、川西の技術を自社へ移転しようと考えたグラマンから、米海軍向けのUF-1救難飛行艇（グラマンHU-16「アルバトロス」飛行艇）1機を提供され、それを実験飛行艇UF-XSに改造した。UF-XSは1962年（昭和37年）12月の初飛行から1966年（昭和41年）まで実験と調査を行い、十分な基礎データを取得した。
対潜哨戒機については、当時の技術水準から、一般にソ連の潜水艦を探知するには吊り下ろし式対潜ソナー（水中音波探知装置：ディッピングソナー）の方がソノブイよりも探知距離、精度等の点において優れており、ソナーを海中につり下げて運用することが可能な対潜飛行艇が必要であると考え、当時最も有効な対潜センサーであった大型ディッピング（吊り下げ式）ソナーを海面に着水して使用することで、強力な対潜任務を行おうとの発想により、1960年（昭和35年）にソナーを主・ソノブイを従として運用する対潜飛行艇PX-Sの開発が開始された。哨戒機器類も国産の方針となり、すばやく着水するための機上波高計と共に製作の見通しがついてきた。運用構想ではPX-Sが2機に対して、大型固定翼哨戒機のPX-Lが1機でチームを組み、PX-LはPX-Sの統制、通信の中継、目標識別を行うというものであった。PX-Lも国産化する予定であったが、2機種を並行して開発することが予算上不可能であったため、PX-Sを開発した後にPX-Lを開発することになった。PX-S同様にディッピングソナーを用いて哨戒するP6Yが開発されていたものの中止となり、陸上機による哨戒に軸足を移しつつあった米海軍はPX-Sに興味を持ち、PX-Sの技術情報と引き替えにして、P6Y用にP5Mを母機に用いて開発とテストを行っていたAN/AQS-6ディッピングソナーの技術情報や、パッシブソノブイやジュリー、ジェジベルといった最新鋭の哨戒機器が海自にもたらされることとなった。
防衛庁は1960年代前半から対潜哨戒機S2F-1およびP2V-7の後継機として、川崎重工業にP-2Jを開発させていたが、新明和のUF-XSによる研究が進んだことを受け、1965年（昭和40年）5月に新明和に対して試作機の製作を命じた。コンセプトは「外洋における運用を第一の目的とする世界初の飛行艇」であり、高揚力装置と自動安定装置による超低速飛行と、境界層制御（BLC）システムによって高いSTOL性能、波消し装置と新設計の機体による耐性をもつもので、二式大艇譲りの良好な凌波性能を備えた機体は、設計上は波高3メートルの荒波での離着水も可能とした。動力はP-2Jと同じゼネラル・エレクトリック社製T64ターボプロップエンジンをIHIがライセンス生産したものを採用した。対潜装備はP-2J同様に米海軍からもたらされたP-3B準拠の電子装備と、それに加えてAN/AQS-6の情報を参考に小型化したHQS-101ディッピングソナーが開発搭載された。
PX-Sは1967年（昭和42年）10月24日に初飛行した。その後、実験を続けると思わぬトラブルが続いて関係者を悩ませた。水上静止中・滑走中の安定性に問題があり、着水時の衝撃で機体が破損したこともあった。また、GEはこのエンジンをこのような過酷な状況で使うことを想定しておらず、海水の飛沫がエンジンに入り込んで腐食を起こすなど、たびたび問題を起こした。
問題は山積みであったが、自衛隊の装備品運用計画を変更することはできないため、見切り発車ながら2機のPX-Sは翌1968年（昭和43年）7月31日に海上自衛隊へ納入され、第4航空群（現在は航空集団直轄）第51航空隊の岩国航空分遣隊（岩国航空基地）での運用試験を経て、開発最終段階の性能に関する詳細な試験で、十分に部隊の使用に供し得るとの結論を得たことから、1970年（昭和45年）に制式導入が決定、PS-1となった。試作機を含め23機（機体番号：5801〜5823）が製造され、試作機PX-Sの2機を含めた試験用4機を除き、全て1973年（昭和48年）3月1日に編成された第31航空隊へ配備された。

## 運用
こうして登場したPS-1だが、当時の日本の電子技術は極めて遅れていた。当機が着水しての水中ソナー探査であるのに対し、アメリカ海軍の最新型ロッキードP-3C対潜哨戒機（1968年初飛行）は空中からソノブイを投下し、無線で情報収集を行う極めて効率の良い方法で、比べてPS-1は哨戒能力が遠く及ばず、すでに時代遅れであった。ソノブイの採用案はあったものの、いちいち使い捨てでは高くつくということから、着水式の吊り下げ式にしたのだが、すでにソ連の潜水艦は高性能化しており、対抗するために新しい哨戒機材を次々に追加しなければ成らなかったため、当初29トン程度の予想が、燃料を満載すると43トンにもなってしまった。また、荒波での着水がセールスポイントであったが、不規則な波の動きを読むことは熟練パイロットでも難しく、その上、機上波高計を含めて計器の信頼性は低かった。このため敵潜水艦の近くにいたとしても、飛行艇ならではのすばやい着水と哨戒が行えず、全く役に立たない状態が続いた。離着水の時にはプロペラが水面をたたいて負荷がかかり、ベアリングの寿命の短さは異常だった。その上、水上でのバランス不足によって転覆事故が相次いだ。機体もエンジンもトラブル続きで、新明和の技術者もエンジンをライセンス生産していた石川島播磨重工業の技術者も休む暇が無かった。
防衛庁はソノブイによる潜水艦探知能力が著しく向上した状況を見て、1976年（昭和51年）から1980年（昭和55年）にかけPS-1の有効性に関する対潜能力向上の検討作業を行ったものの、ソノブイに比べてディッピングソナー戦術は有効性を失いつつあることや、ソナーの能力の大幅な改善も期待できないことから、「今日の潜水艦探知技術の進歩の中で、PS-1は要求通りの性能を満たしていない」として、1980年（昭和55年）8月に調達の打ち切りを決定、23機で生産を終了した。開発が長くかかったために開発費は高くつき、生産数が少なかったために一機あたりの単価は非常に高くなり、税金の無駄遣いとして非難されてしまった。また、ほぼ同時期に導入された川崎のP-2Jが退役まで無事故で運行しているのに対して、PS-1は退役までに6機を失い、30名以上の自衛隊員が殉職した。無論、グラマンからの音沙汰も無かった（アメリカで飛行艇需要がなくなったこともある）。ただし、哨戒能力自体はP-2Jと大差ないとして、昭和64年（1989年）度まで使用する方針とした。
PS-1の機体は、技術者たちによって改修に改修を重ね、オーバーホールの間隔も徐々に長くなり、最終的に「飛行艇」としては申し分の無い機体にまで成長させることができた。防衛庁と新明和は多額の開発費をかけ、度重なる改修を繰り返して育て上げたPS-1の技術を生かす方法を模索し、1970年代にPS-1の多用途化を計画した。これがUS-1へつながる。
PX-L国産化の方針が白紙化され、それに代わって選定されていたものの、1981年（昭和56年）にロッキード事件発覚で先延ばしになっていたP-3Cが導入されると、PS-1は完全に無用の存在となり、P-3Cが主力となった1989年（平成元年）3月17日に、予定通りに最後の一機が退役、形式消滅した。

## 事故
PS-1は事故により6機と37名の搭乗員を失った。
- 1976年（昭和51年）1月22日：5805号機が宮崎県延岡東方の豊後水道で離水時にフロートが破損し転覆。PS-1初の用途廃止機となり、艇体は部分落下試験に供される。
- 1977年（昭和52年）4月6日：5808号機が岩国基地の南2キロの沖合で着水に失敗し、機体の底に穴が開き転覆。乗員が投げ出されて1名殉職、6人が重軽傷[2]。
- 1978年（昭和53年）3月28日：5811号機が紀伊水道沖にてフロートが破損し、曳航中に転覆。
- 1978年（昭和53年）5月17日：5812号機が国籍不明潜水艦調査のため四国沖に向かう途中、高知県梼原町の安良川山に墜落。13名殉職[3]。
- 1978年（昭和53年）7月3日：（機体番号不明）3番エンジンが過熱し破損。
- 1983年（昭和58年）4月26日：5801号機が右旋回中に失速して岩国航空基地内に墜落炎上。11名殉職。
- 1984年（昭和59年）2月27日：5803号機が伊予灘青島沖で左旋回を始めた直後に墜落。12名殉職。

## 機体
機体形状は、大日本帝国海軍の二式飛行艇と1950年代から1960年代にアメリカ海軍が運用した哨戒飛行艇マーチンP5M マーリンに類似している。中型機であり、主翼は直線翼、水平尾翼を垂直尾翼の上に配したT字尾翼を採用した。外見では機首に立っている迎え角や偏流のセンサーマストが印象的である。
エンジンは石川島播磨重工業（IHI）でライセンス生産したターボプロップエンジン4基を搭載している（マーリンは双発）。
対潜哨戒機器は吊り下げ型（ディッピング）ソナーを採用していた。海面に着水後はエンジンを用いて海面上の定点に止まるホバリング状態で、これを海中に吊り下げて使用した。その他にP-2J同様にP-3Bに準拠した対潜哨戒機器も持っているため、着水せずともP-2Jと大差ない哨戒能力を持っており、運用後期には着水することなく哨戒が行われていた。
機体の大きな特徴として、前部艇体側面に独創的な波消し用チャインを設けることで、他の飛行艇では真似の出来ない波高3メートルの荒れる海への着水が出来るほか、60度という深い角度を持つフラップと、方向舵、昇降舵にまで施した翼表面の気流が滑らかに流れるようにする境界層制御装置（BLC）が、時速50〜53ノット（時速100km程度）で離水可能な強力な短距離離着水（STOL）性能を実現した。
車輪はあるが、ランディング・ギヤではなくビーチング・ギヤで、もっぱら揚陸、地上走行用のもので、滑走路への離着陸はできない。基地に隣接した水域で離着水し、基地内へはスロープ（スベリ）を使って出入りする（車輪は海水内で出し入れできる）。

## 発展

### 救難飛行艇化

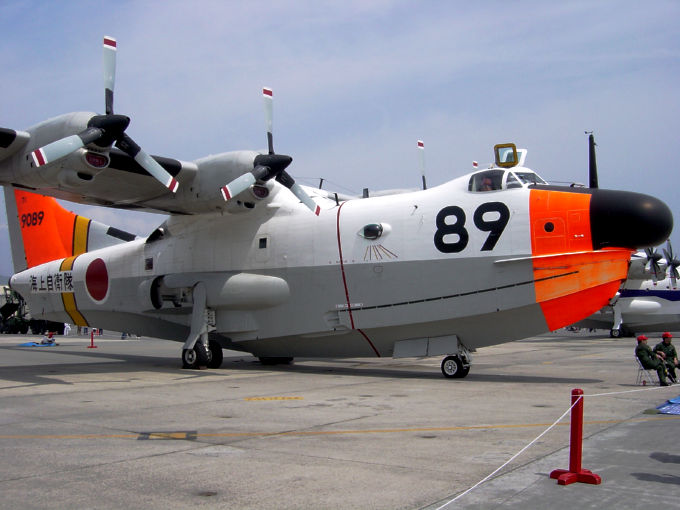
US-1A飛行艇（岩国航空基地）

哨戒機としての大量導入には至らなかったPS-1だが、新明和が計画したPS-1多用途化の一環として、救難機として利用することが決定した。対潜哨戒機能の代わりに救難機器を設置、さらに陸上離着陸のために、揚収用のビーチングギアに変えて、ランディングギヤが取り付けられた。白と灰色の機体には救難機を表すオレンジのアクセントが入り、名前もUS-1に変更されて、1975年3月5日より海上自衛隊に導入された。
1981年製造機からはエンジンを転換して出力が増強されたUS-1Aとなり、21世紀にUS-2の登場に至っている。

### 消防飛行艇実験
救難飛行艇に引き続いて、新明和では消防飛行艇の実用化が検討された。実証のため、PS-1の1号機（5801）は新明和工業によって機内に貯水タンクが取り付けられ、消防飛行艇の技術実験が行われた。この貯水タンクは燃料タンクの一部を転換したもので、8トンの水を取り入れることができ、追加された艇底の放水扉を開くことによって、一度に大量の水を目標にかけることができる。
実験は1976年（昭和51年）から1979年（昭和54年）にかけて行われ、様々なデータを取得できたが、国として消防飛行艇を活用する計画はなかった。また、火災に対しては効果があっても、地震火災の場合は火の中に被災者がいるかも知れず、8トンの水の直撃で最悪は圧死、生き残っても急激な体温の低下で病死の可能性もある。また、PS-1は航続距離が短いため、淡水を確保できない場合は海水を散布することになるが、その際の地上への影響など、運用を巡って意見が割れた。さらに、国内では森林火災が起こる可能性は低く、大規模地震に備えるためだけでは維持費がかさんで割に合わない事もあって、計画は中止となった（日本では兵器化できる製品の輸出を禁じる「武器輸出三原則」があり、もともと対潜哨戒機として作られたPS-1は、消防化しても輸出は不可能であった）。5801号機は実験完了後に対潜哨戒機に復元された。
しかし、1995年（平成7年）の阪神・淡路大震災によって、火災に対して空中から散水があれば被害を縮小できたのではないかという疑問が示された。これを受け、最新型US-2では消防飛行艇としての発展型を発表している。

## スペック
- 乗員 - 12名
- 全長 - 33.5m
- 全幅 - 32.8m
- 全高 - 9.7m
- 空虚重量 - 23,520kg
- 離陸重量 - 33,000kg（標準）/ 40,000kg（最大）[4]
- エンジン - GE/IHI T64-IHI-10ターボプロップ×4、T58-IHI-8B×1
- 出力 - 47kW×4（2,850ESHP×4、1,250SHP×1）
- 最大速度 - 545km/h
- 巡航速度 - 370km/h
- 離着水速度 - 83km/h（着水距離295m、離水距離240m）
- 航続距離 - 4,630km
- 兵装：魚雷 最大4本（Mk44、73式短魚雷）または対潜爆弾 最大6発、127mmロケット弾最大6発

## 派生型等
PX-S
対潜哨戒飛行艇の試作機。技術／実用試験の後、PS-1と呼称。2機（5801・5802号機）。
PS-1
PX-Sの量産型。21機（5803〜5823号機）。
PS-1改
救難飛行艇の試作機。実用試験の後、US-1と呼称。のちエンジンを改修しUS-1Aと呼称。
US-1
量産型。5機。のちに４機がエンジンを改修しUS-1Aと呼称。
US-1A
エンジンを転換して出力を増強した形式。14機。
US-1A改
US-1後継救難機の試作機。2機。技術／実用試験の後、US-2と呼称。
US-2
量産型。
SS-2
新明和がUS-1を元に構想した多用途型飛行艇。YS-11と同クラスの旅客飛行艇型を含む。海外への輸出などを計画するが実現せず。

## 登場作品

### アニメ・漫画
『D-LIVE!!』
第8巻にて消防飛行艇として登場。
『紺碧の艦隊』
OVA版に哨戒飛行艇『仙空』として登場。

### 小説
『日本沈没』
原作と映画版(1973年)に登場。D-1計画に参加している科学者たちが、日本本土と海洋観測艦「あかし」との連絡用に使用するほか、既に水没した大阪市街地を上空から観測する。

### ゲーム
『大戦略シリーズ』